# Shahrestān-e Bābol
Shahrestān-e Bābol (persiska: شهرستان بابل, بابل) är en delprovins (shahrestan) i Iran.   Den ligger i provinsen Mazandaran, i den norra delen av landet, 130 km nordost om huvudstaden Teheran.
Delprovinsen hade 531 930 invånare 2016.